# Wilhelm von Roggendorf
Wilhelm Freiherr von Roggendorf (1481 - 25 de agosto de 1541) fue un militar austriaco, comandante y Hofmeister (oficial).
Era hijo de Kaspar von Roggendorf, y por lo tanto miembro de la antigua familia von Roggendorf de Estiria, que gobernaba en la Baja Austria desde mediados del siglo XV.
Wilhelm von Roggendorf estuvo al servicio de los Habsburgo desde 1491. Fue estatúder de  Frisia entre 1517 y 1520, y en la segunda mitad de la década de 1520 fue preceptor del entonces archiduque Fernando. En el invierno de 1523-1524 comandó la infantería alemana del ejército español que invadió el norte del reino de Navarra y el Bearn, participando en la toma de Sauveterre-de-Bearn, el castillo de Bidaxune y la destrucción por venganza de la localidad de Uztaritze. Tras regresar a Guipúzcoa, participó en la recuperación de Fuenterrabía. Durante el sitio de Viena en 1529 por los turcos, sirvió como comandante de la caballería pesada bajo el mando de su cuñado Nicolás de Salm (1459-1530). En los años siguientes tuvo un papel influyente en la corte austriaca como obersthofmeister ('mayordomo mayor'). Dimitió en 1539, pero regresó como comandante de las fuerzas imperiales en Buda durante su asedio por los turcos (1541), que terminó en desastre, cayendo la ciudad en manos de estos. Von Roggendorf fue herido durante la batalla y murió dos días después a consecuencia de sus heridas.